# 푸청먼역
푸청먼역(중국어: 阜成门站)은 중국 베이징시 시청구 짠란루 가도、신제커우 가도와 진룽제 가도 서2환로·푸청먼 내대가·푸청먼 외대가·푸청먼 남대가·푸청먼 북대가 교차로의 푸청먼교(阜成门桥) 아래에 위치한 베이징 지하철 2호선 지하철역이다.

## 위치
이곳은 부성문(阜成门, 현 푸청먼교), 즉 푸청먼 외대가-푸청먼 내대가(동서방향), 푸청먼 남대가-푸청먼 북대가(서2환, 남북방향)의 교차로에 위치하고 있다. 역은 남북으로 배치되어 있다.

## 역 구조

### 층별 구조
| 지면층          | 출구                            | A—D출구                                   |
| 지하 1층 대합실 | 대합실                          | 고객 서비스 센터, 자동발매기, 이카통 충전 |
| 지하 2층 승강장 | ←                               | ■ 2호선 내선순환 방면(처궁좡)             |
| 지하 2층 승강장 | 섬식 승강장, 왼쪽 출입문이 열림 |                                           |
| 지하 2층 승강장 | →                               | ■ 2호선 외선순환 방면(푸싱먼)             |

### 승강장
2호선 푸청먼역에는 서2환로 아래에 섬식 승강장으로 이루어졌다.

## 출구

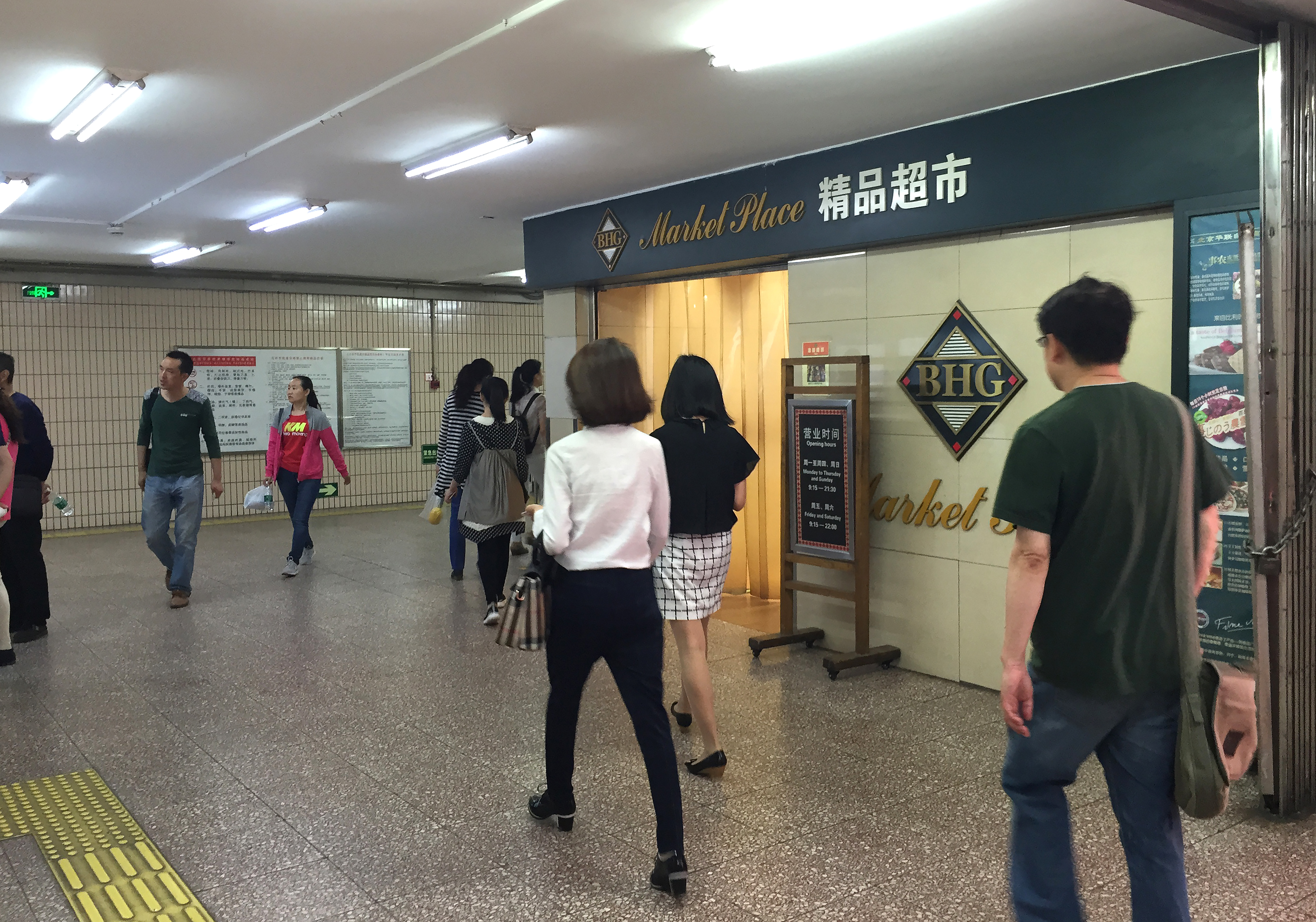
푸청먼역 A출구 통로내 화롄 상업건물 입구 (지하 1층) (2016년 5월)

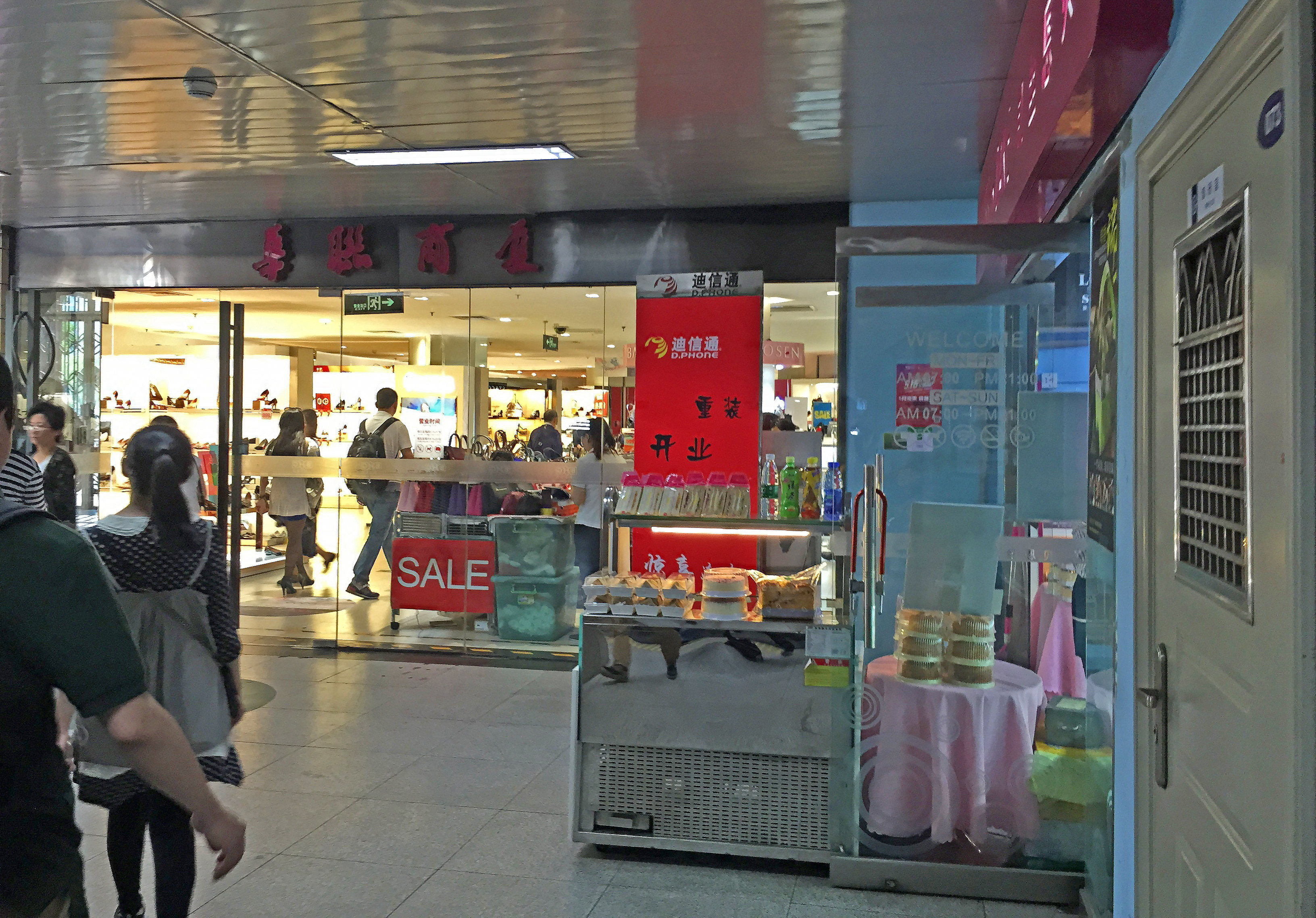
푸청먼역 A출구 1층 화롄 상업건물 입구 (2016년 5월)

이 역은 4개의 출구가 있다.: A서북, B동북, C동남, D서남
|                            |                                                                    |      |
| 출구                       | 출구 인근                                                          | 사진 |
| 出口 · A                   | 푸청먼 외대가(북측), 화롄 상업건물, 푸와이 심혈관계병원, 쓰촨 빌딩 |      |
| 出口 · B                   | 푸청먼 내대가(북측), 백탑사, 베이징 루쉰 박물관                    |      |
| 出口 · C                   | 푸청먼 남대가(동측), 중국우정 사옥, 금융 빌딩                      |      |
| 出口 · D                   | 푸청먼 외대가(남측), 완퉁 신세계 쇼핑몰                            |      |
| 아이콘 설명: 휠체어 리프트 |                                                                    |      |

## 같이 보기
- 부성문
- 푸청먼교